# Niptera myriadea
Niptera myriadea är en svampart som först beskrevs av Cooke & Massee, och fick sitt nu gällande namn av Jean Louis Emile Boudier 1907. Niptera myriadea ingår i släktet Niptera, ordningen disksvampar, klassen Leotiomycetes, divisionen sporsäcksvampar och riket svampar.   Inga underarter finns listade i Catalogue of Life.